# Dichonia runica
Dichonia runica là một loài bướm đêm trong họ Noctuidae.